# スケーター・ボーイ
「スケーター・ボーイ」（英: Sk8er Boi、[ˈskeɪtər bɔɪ]=Skater Boy）は、アヴリル・ラヴィーンの楽曲で、デビューアルバム『レット・ゴー』（2002年）からの2枚目のシングル。

## 概要
作詞・作曲はアヴリル・ラヴィーンとマトリックス（スコット・スポック、ローレン・クリスティ、グラハム・エドワーズ）で、プロデュースはマトリックス。2002年に発売され、アメリカのビルボードホット100で10位、イギリスで8位、オーストラリアで3位、カナダで13位、スペインで1位を記録し、現在までにラヴィーンの最もヒットしたシングルとなっている。

## ミュージック・ビデオ
フランシス・ローレンスの監督により制作されたミュージック・ビデオは、ロサンゼルスの街角交差点でラヴィーンが即席ライブ行うことをテーマにしている。前半は、様々な人が街中に落書きをしたり空からビラを撒いたりしてライブの告知を行っていく。後半でラヴィーンとバンドがその場所に到着し、自動車の上でライブを始めると、あっという間に群衆が集まる。歌が終わる頃になるとパトカーやヘリコプターが群衆を解散させようとやってくる。ラヴィーンは自らのギターで乗っていた自動車のフロントガラスを叩き割り、自身の頭上に降下してきたヘリを見上げる
イギリスのBTビジョンはこのミュージック・ビデオについて、3番目に「この10年間で最も秀逸なミュージック・ビデオ」としている。

## 批評
アルバム『レット・ゴー』のレビューで、Allmusicのクリスティーナ・サラチェーノは「卓越した音楽的センス」としている一方、作詞に関してはラヴィーンの欠点であるとも述べている。その歌詞について、雑誌 ブレンダ―のジョン・ペリーは「素朴でかわいらしい」とも評価している。
AOLラジオのリスナーによる投票では、「スケーター・ボーイ」はラヴィーンの曲の中で4番目の人気曲となった。
2011年10月時点で、「スケーター・ボーイ」はアメリカ国内でデジタルダウンロードを含め64万1000枚を売り上げた。

## カバーと他作品への起用
2003年、パラマウント映画はこの曲の劇中での使用権をオプション契約した。しかし、2008年4月時点でこの映画は制作段階で放棄されたか中断しているものとみられる。

## 収録曲
| #  | タイトル                                          | 作詞 | 作曲・編曲 | 時間 |
| -- | ------------------------------------------------- | ---- | ---------- | ---- |
| 1. | 「スケーター・ボーイ」                            |      |            | 3:23 |
| 2. | 「ゲット・オーバー・イット」                      |      |            | 3:27 |
| 3. | 「ノーバディーズ・フール」(Z95バンクーバーライヴ) |      |            | 3:58 |

| #  | タイトル                                          | 作詞 | 作曲・編曲 | 時間 |
| -- | ------------------------------------------------- | ---- | ---------- | ---- |
| 1. | 「スケーター・ボーイ」                            |      |            | 3:23 |
| 2. | 「ゲット・オーバー・イット」                      |      |            | 3:27 |
| 3. | 「ノーバディーズ・フール」(Z95バンクーバーライヴ) |      |            | 3:58 |
| 4. | 「スケーター・ボーイ」(ミュージック・ビデオ)      |      |            | 3:38 |

| #  | タイトル                     | 作詞 | 作曲・編曲 | 時間 |
| -- | ---------------------------- | ---- | ---------- | ---- |
| 1. | 「スケーター・ボーイ」       |      |            | 3:23 |
| 2. | 「ゲット・オーバー・イット」 |      |            | 3:27 |

| #  | タイトル               | 作詞 | 作曲・編曲 | 時間 |
| -- | ---------------------- | ---- | ---------- | ---- |
| 1. | 「スケーター・ボーイ」 |      |            | 3:23 |

| #  | タイトル                                                | 作詞 | 作曲・編曲 | 時間 |
| -- | ------------------------------------------------------- | ---- | ---------- | ---- |
| 1. | 「スケーター・ボーイ（ライヴ）」(Z95バンクーバーライヴ) |      |            | 4:10 |

| #  | タイトル                      | 作詞 | 作曲・編曲 | 時間 |
| -- | ----------------------------- | ---- | ---------- | ---- |
| 1. | 「スケーター・ボーイ」(A面)   |      |            | 3:23 |
| 2. | 「アイム・ウィズ・ユー」(B面) |      |            | 3:44 |

## チャート・認定
| チャート（2002年–03年）                       | 最高位 |
| --------------------------------------------- | ------ |
| オーストラリア・ARIAシングルチャート          | 3      |
| オーストリア・シングルチャート                | 7      |
| ベルギー・ウルトラトップ50（ドイツ語）        | 7      |
| ベルギー・ウルトラトップ50（フランス語）      | 23     |
| カナダ・BDSエアプレイチャート                 | 1      |
| カナダ・シングルチャート                      | 3      |
| デンマーク・シングルチャート                  | 11     |
| ヨーロッパ・ホット100シングル                 | 3      |
| フランス・シングルチャート                    | 28     |
| ドイツ・シングルチャート                      | 18     |
| アイルランド・シングルチャート                | 1      |
| イタリア・シングルチャート                    | 8      |
| ニュージーランド・RIANZ・シングルチャート     | 2      |
| オランダ（ダッチトップ40）                    | 6      |
| オランダ・メガシングルトップ100               | 11     |
| ノルウェー・シングルチャート                  | 14     |
| スウェーデン・シングルチャート                | 12     |
| スイス・シングルチャート                      | 17     |
| 全英シングルチャート                          | 8      |
| アメリカ・ビルボードホット100                 | 10     |
| アメリカ・ビルボード メインストリームトップ40 | 1      |
| アメリカ・ビルボード アダルトトップ40         | 23     |

| チャート（2002年）                   | 順位 |
| ------------------------------------ | ---- |
| オーストラリア・ARIAシングルチャート | 38   |
| 全英シングルチャート                 | 165  |
| チャート（2003年）                   | 順位 |
| オーストラリア・ARIAシングルチャート | 86   |
| オーストリア・シングルチャート       | 52   |
| 全英シングルチャート                 | 160  |

| 国/地域                                             | 認定     | 認定/売上数 |
| --------------------------------------------------- | -------- | ----------- |
| オーストラリア (ARIA)                               | Platinum | 70,000^     |
| ブラジル (ABPD)                                     | Platinum | 100,000*    |
| ニュージーランド (RMNZ)                             | Platinum | 10,000*     |
| アメリカ合衆国 (RIAA)                               | Gold     | 0*          |
| * 認定のみに基づく売上数 ^ 認定のみに基づく出荷枚数 |          |             |

## 賞
| 年     | 賞名                                 | 賞                                     | 結果       |
| ------ | ------------------------------------ | -------------------------------------- | ---------- |
| 2003年 | グラミー賞                           | Best Female Rock Vocal Performance     | ノミネート |
| 2003年 | SOCANアワード                        | Best Pop Song                          | 受賞       |
| 2003年 | MTV Video Music Awards               | Best Pop Video                         | ノミネート |
| 2003年 | マッチミュージック・ビデオ・アワード | People's Choice                        | 受賞       |
| 2003年 | ティーン・チョイス・アワード         | Choice Music Single                    | 受賞       |
| 2003年 | ジュノー賞                           | Juno Fan Choice                        | ノミネート |
| 2003年 | マッチミュージック・ビデオ・アワード | Best international video by a Canadian | 受賞       |
| 2003年 | キッズ・チョイス・アワード           | Favorite Song                          | 受賞       |

## 発売日
| 地域           | 日付           | レーベル           | 規格                       |
| -------------- | -------------- | ------------------ | -------------------------- |
| アメリカ       | 2002年8月27日  | アリスタ・レコード | CD、デジタル・ダウンロード |
| オーストラリア | 2002年10月28日 | Sony BMG           | CD、デジタル・ダウンロード |
| ヨーロッパ     | 2002年12月6日  | Sony BMG           | CD、デジタル・ダウンロード |